# Amtsgericht Ober-Ingelheim

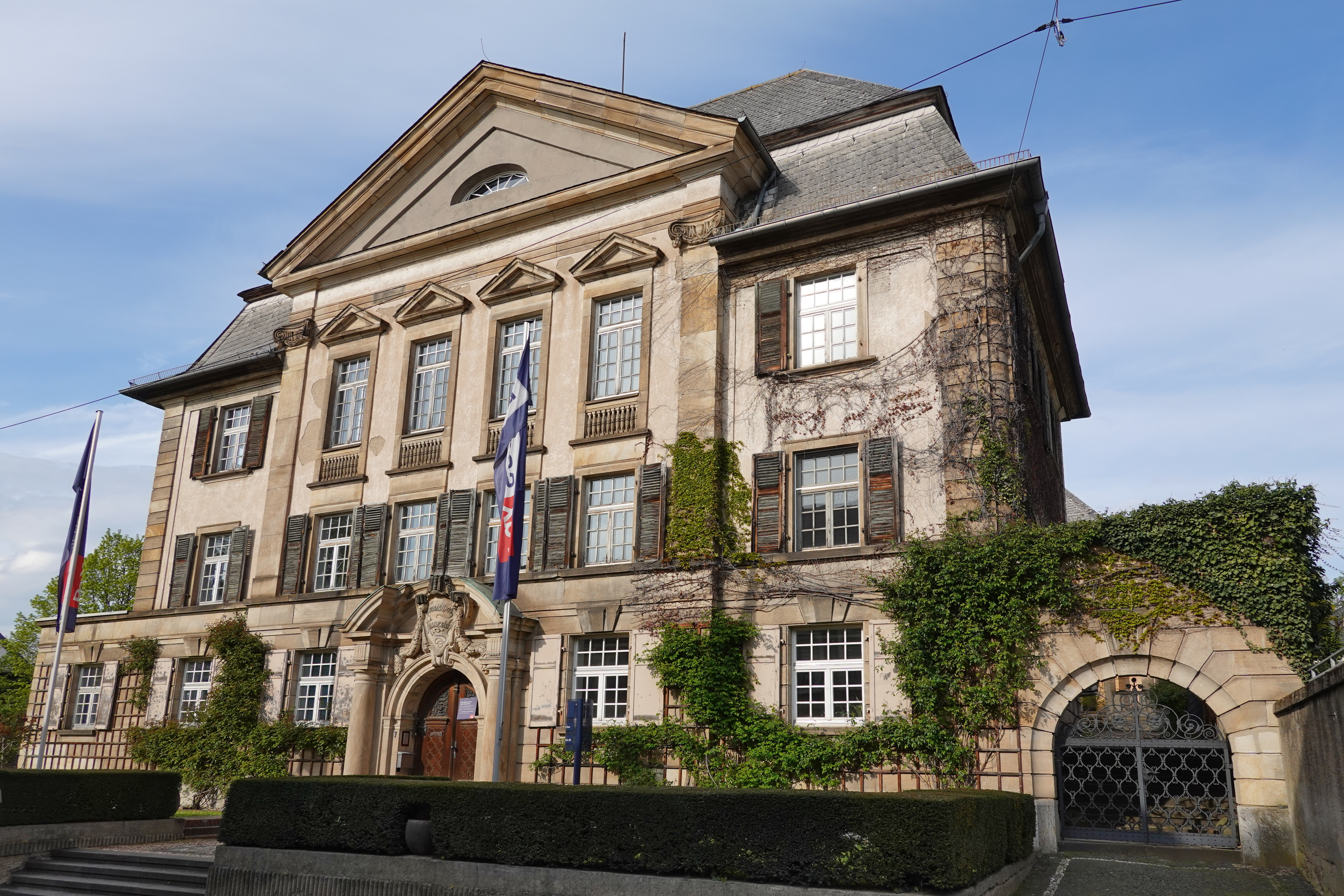
Ehemaliges Amtsgericht Ober-Ingelheim mit Haupteingang am Neuweg

Das Amtsgericht Ober-Ingelheim (ab 1938: Amtsgericht Ingelheim) war bis 1980 ein Gericht der ordentlichen Gerichtsbarkeit mit Sitz in Ober-Ingelheim in Rheinland-Pfalz. 

## Geschichte

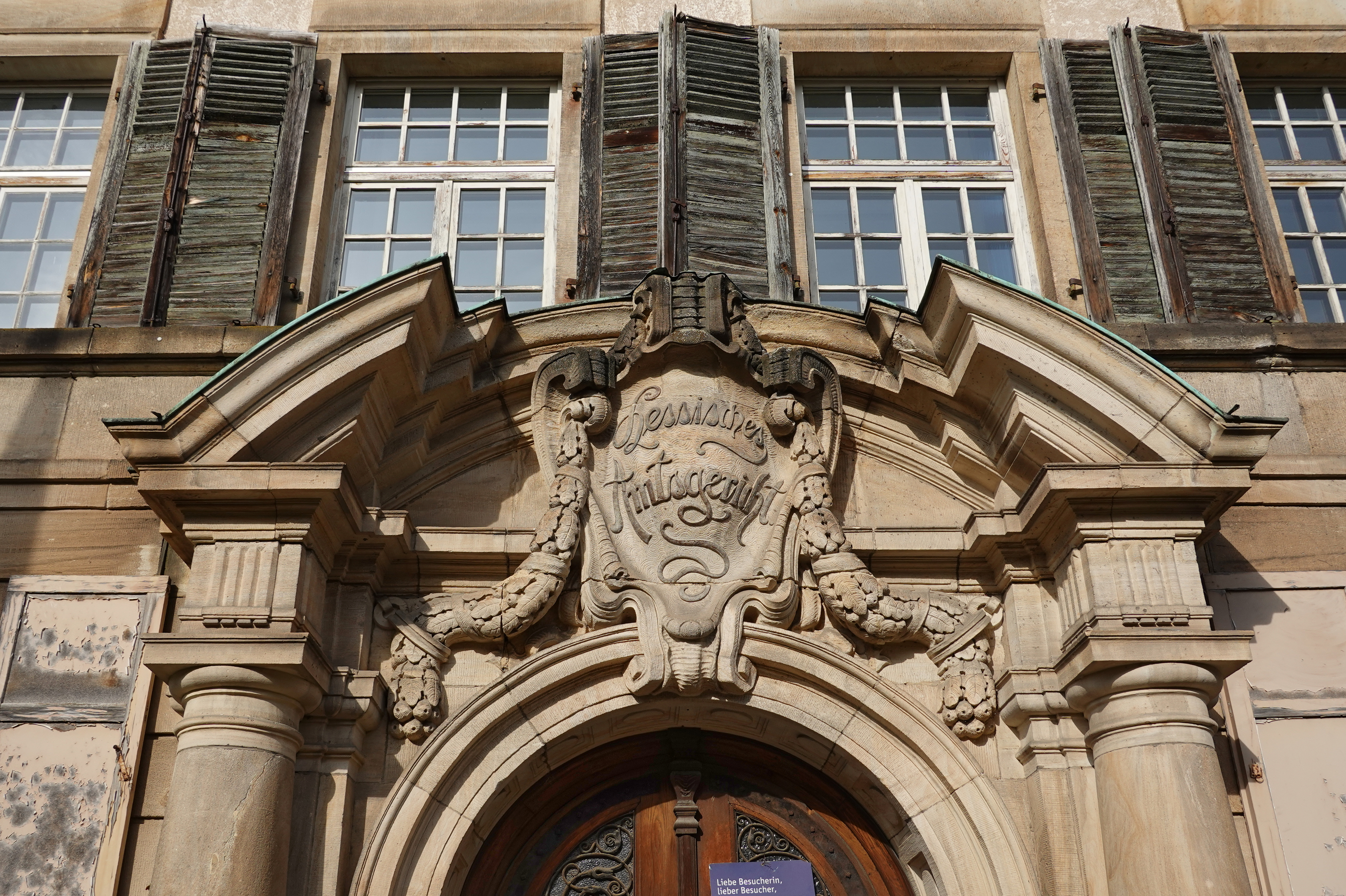
Steinernes Wappenschild mit der Inschrift „Hessisches Amtsgericht“

Das großherzoglich hessische Amtsgericht Ober-Ingelheim entstand 1879 im Rahmen der Umsetzung der Reichsjustizgesetze als eines von elf Amtsgerichten im Sprengel des Landgerichtes Mainz in der Provinz Rheinhessen des Großherzogtums Hessen. Gleichzeitig wurde das bisherige Friedensgerichts Ober-Ingelheim aufgehoben.
Zum Bezirk des rheinhessischen Amtsgerichts Ober-Ingelheim gehörten die Orte Appenheim, Bubenheim, Elsheim mit dem Windhäuser Hof, Engelstadt, Frei-Weinheim mit Rheininseln, Gau-Algesheim mit Laurenziberg, Groß-Winternheim, Heidesheim mit Heidenfahrt und Nonnen-Aue, Nieder-Hilbersheim, Nieder-Ingelheim mit Sporkenheim, Ober-Ingelheim, Sauer-Schwabenheim mit Pfaffenhofen und Wackernheim. 1912 erweiterte sich der Gerichtsbezirk um die Ortschaft Jugenheim, die zuvor dem Amtsgericht Wörrstadt zugewiesen war.
Nach der Novemberrevolution entstand der Volksstaat Hessen, das Amtsgericht Ober-Ingelheim verlor damit den Zusatz "großherzoglich hessisch" im Namen. 1938 wurde Ober-Ingelheim Teil der Stadt Ingelheim, damit änderte sich der Name des Gerichtes auf Amtsgericht Ingelheim.

## Gerichtsgebäude
Das Gericht befand sich anfangs im Rathaus am Marktplatz, bis dieses für Verwaltung und Gericht zusammen zu klein wurde. In den Jahren 1907 bis 1909 wurde deshalb im Bereich zwischen Neuweg und Grabengasse, nordwestlich der katholischen Filialkirche St. Michael, ein neues Gebäude nach Entwürfen des Hessischen Hochbauamtes Darmstadt errichtet. Es entstand eine dreigeschossige neobarocke Dreiflügelanlage mit einem betonten Mittelrisalit im südwestlichen Flügel am Neuweg. Hier befand sich auch der Haupteingang mit einem Rundbogenportal, das von zwei Säulen getragen wurde. In dessen Mitte befand sich ein großes steinernes Wappenschild mit der Inschrift „Hessisches Amtsgericht“. Eine Freitreppe führte zum Haupteingang.
Im Jahre 1909 erfolgte die Einweihung des Gebäudes als Gericht. 
Aufgrund einer Justizreform wurde das Amtsgericht Ober-Ingelheim 1980 aufgelöst, und das Anwesen ging Ende des 20. Jahrhunderts in Privatbesitz über. Noch heute befindet sich auf dem steinernen Wappenschild über dem Hauptportal der Schriftzug „Hessisches Amtsgericht“.

## Richter
- Karl Sack